# Oxyrhabdium
Oxyrhabdium är ett släkte av ormar som ingår i familjen snokar. The Reptile Database listar släktet istället i familjen Cyclocoridae.
Dessa ormar förekommer på Filippinerna och de lever vanligen gömda i lövskiktet, i förmultnade träd eller i den täta växtligheten. Arterna blir vanligen mellan 75 och 150 cm långa. De har släta fjäll och en något spetsig nos.
Arter enligt Catalogue of Life och The Reptile Database:
- Oxyrhabdium leporinum
- Oxyrhabdium modestum